# Maroc aux Jeux olympiques d'hiver de 1984
La participation du Maroc aux Jeux olympiques d'hiver de 1984 à Sarajevo en Yougoslavie, constitue la deuxième participation du pays à des Jeux olympiques d'hiver. La délégation marocaine est composée de quatre athlètes : Hamid Oujebbad, Brahim Ait Sibrahim, Ahmed Ait Moulay et Ahmad Ouachit, tous en ski alpin.

## Ski alpin
Homme
| Athlète             | Épreuve      | Manche 1      | Manche 1 | Manche 2      | Manche 2 | Total         | Total |
| Athlète             | Épreuve      | Temps         | Rang     | Temps         | Rang     | Temps         | Rang  |
| ------------------- | ------------ | ------------- | -------- | ------------- | -------- | ------------- | ----- |
| Hamid Oujebbad      | Slalom géant | 1 min 58 s 13 | 80       | 2 min 08 s 56 | 74       | 4 min 06 s 69 | 74    |
| Brahim Ait Sibrahim | Slalom géant | 1 min 56 s 32 | 77       | DNF           | –        | DNF           | –     |
| Ahmed Ait Moulay    | Slalom géant | 1 min 54 s 54 | 75       | 2 min 03 s 41 | 71       | 3 min 57 s 95 | 73    |
| Ahmad Ouachit       | Slalom géant | 1 min 45 s 17 | 65       | 1 min 56 s 94 | 65       | 3 min 42 s 11 | 64    |
| Ahmed Ait Moulay    | Slalom       | 1 min 24 s 80 | 64       | 1 min 18 s 45 | 43       |               |       |
| Brahim Ait Sibrahim | Slalom       | 1 min 18 s 90 | 60       | DNF           | –        | DNF           | –     |
| Ahmad Ouachit       | Slalom       | 1 min 13 s 14 | 54       | 1 min 10 s 34 | 37       | 2 min 23 s 38 | 38    |